# Історичний архів міста Кельна
50°56′05″ пн. ш. 6°57′44″ сх. д. / 50.9346853° пн. ш. 6.962117° сх. д.

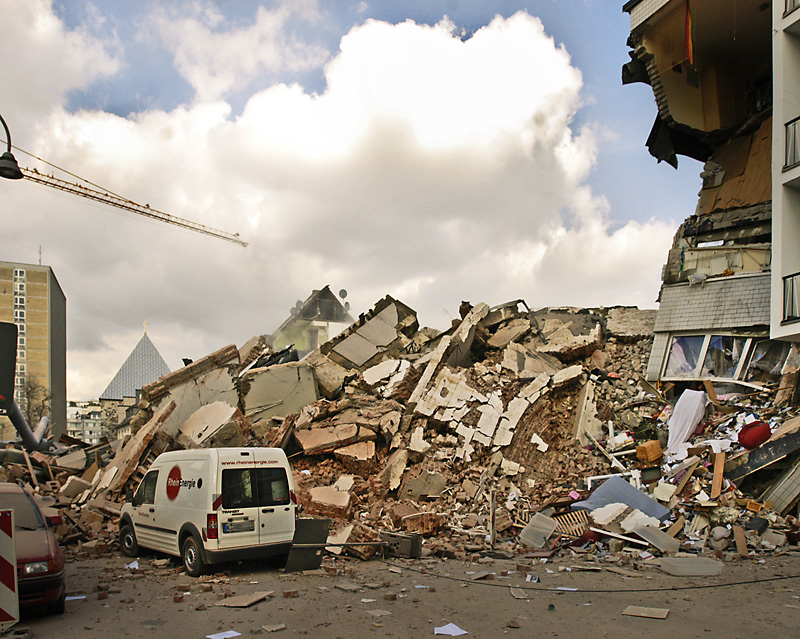
Катастрофа Кельнського архіву 3 березня 2009 року

Історичний архів міста Кельна (нім. Historisches Archiv der Stadt Köln) — міський архів Кельна, один з найбільших і найбагатших міських архівів Європи.
3 березня 2009 року Кельнський архів з усіма фондами й читальним залом провалився під землю внаслідок недбалого ведення будівельних робіт з прокладки підземного трамвайного маршруту, що мав пройти попід архівним приміщенням.
Директор архіву з 2005 року — історик Беттіна Шмідт-Чая (Bettina Schmidt-Czaia).

## Історія

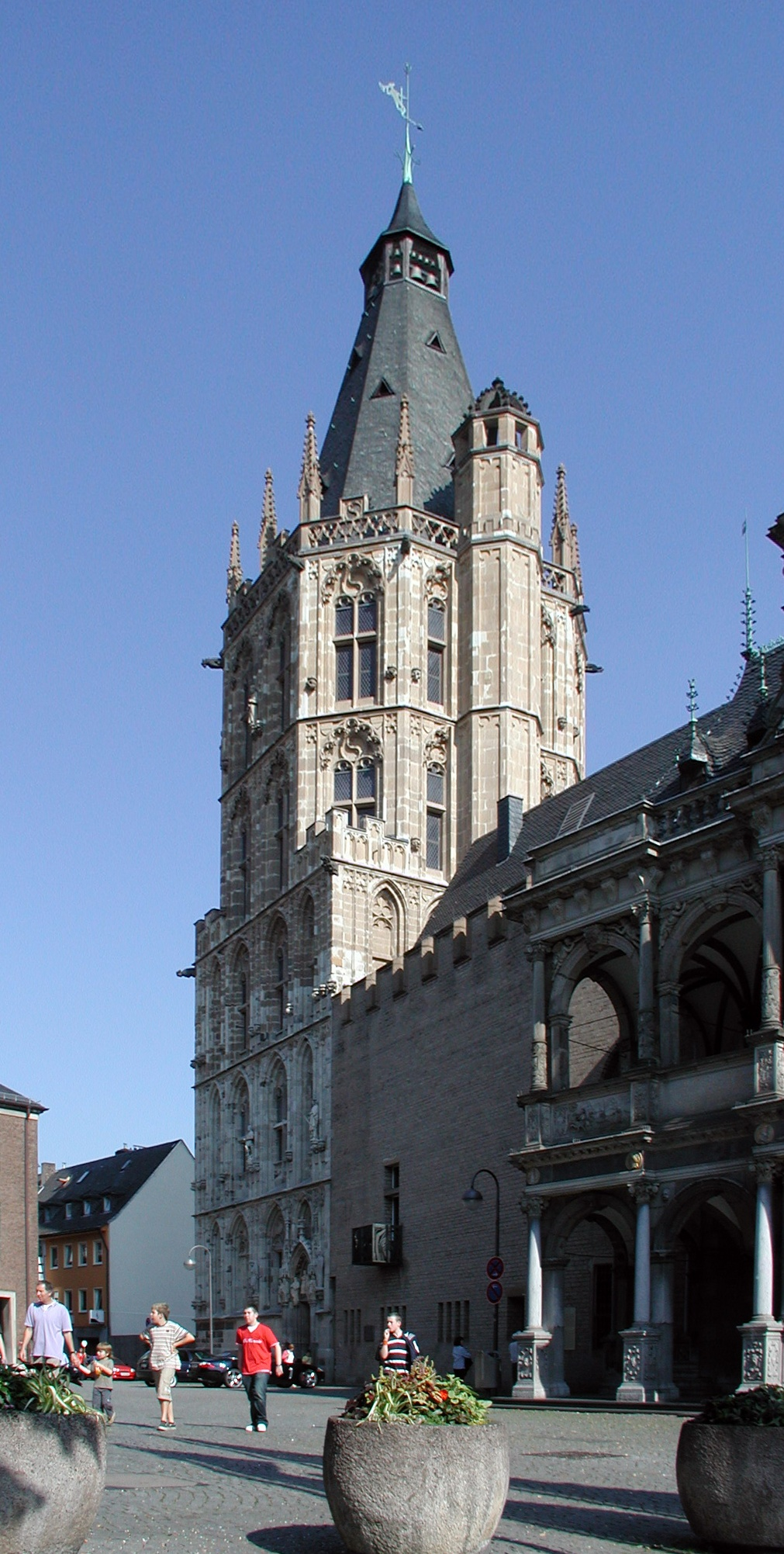
Пізньоготична ратушна вежа в нідерландському стилі — перше приміщення для міського архіву

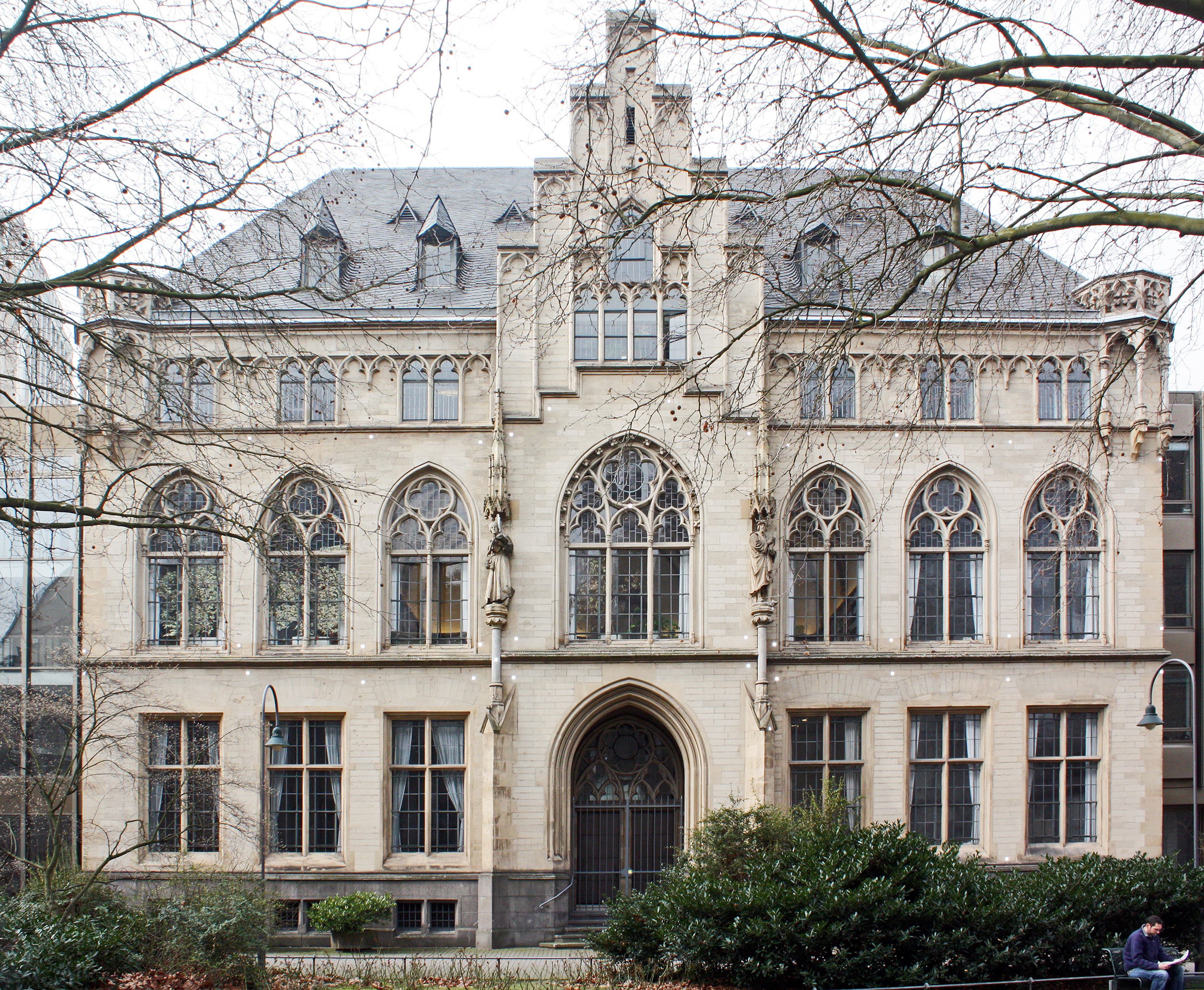
Архів у Гереонському монастирі

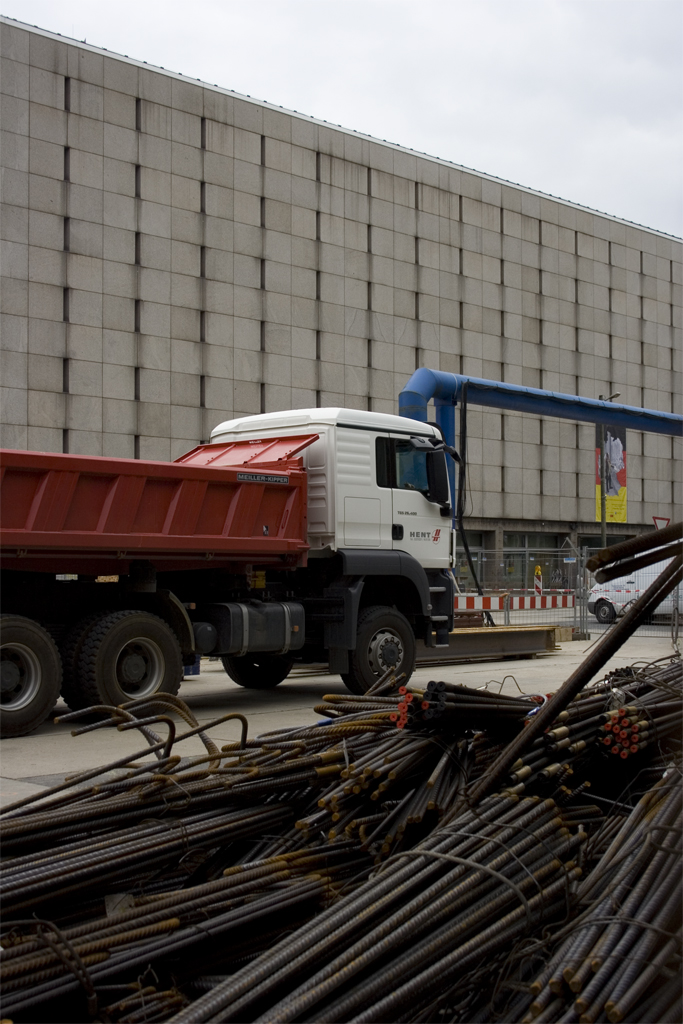
Шестиповерхове приміщення архіву 1971 року, що в 2009 році провалилося під землю

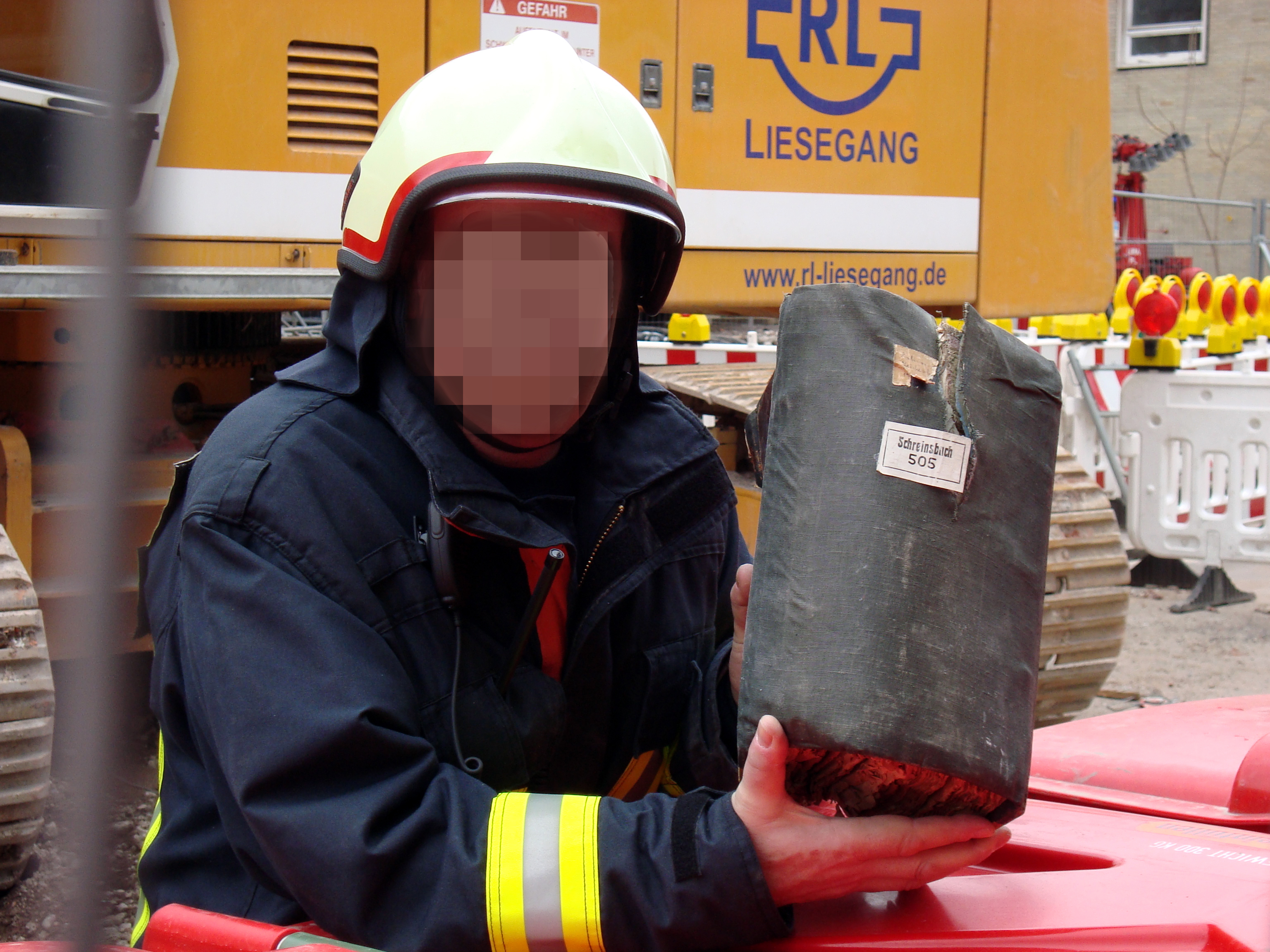
Один з унікатів архіву, порятований пожежником

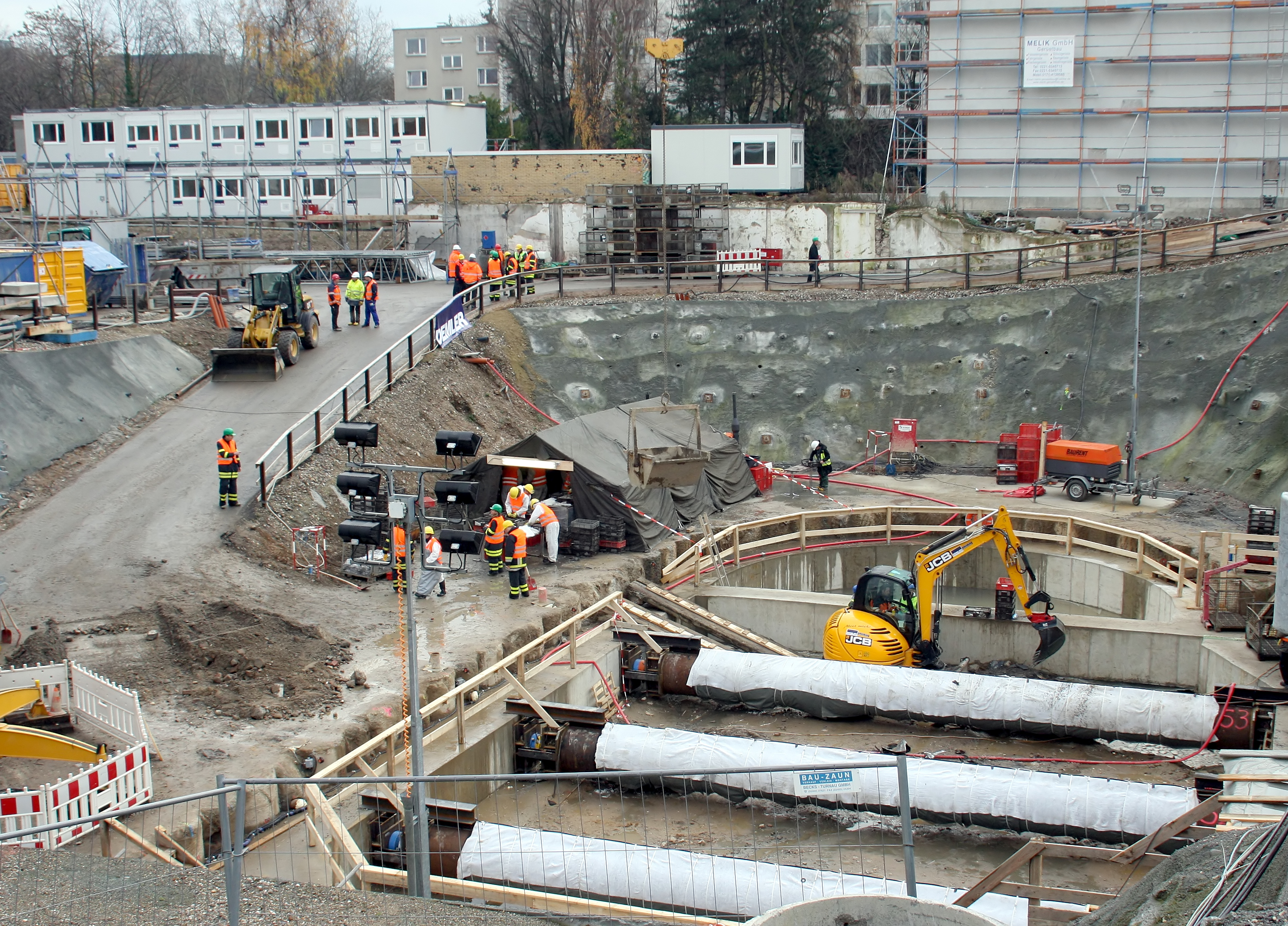
Роботи з порятунку архівних документів на місці аварії

Архівні документи почали збирати в Кельні ще за часів Середньовіччя, так ще 1406 року міська рада ухвалила рішення «Concordatum anno 1406 quo supra feria quinta post assumptionis beate Marie» про будівництво вежі поряд з міською ратушею, в якій серед іншого мали зберігатися важливі документи: міські грамоти, привілеї, векселі. Вежу було споруджено в 1407—1414 роках. Пізньоготична ратушна вежа в нідерландському стилі заввишки 61 м збереглася й до сьогодні.
У кінці XIX століття в колишньому Гереонському монастирі було споруджено репрезентативне неоготичне приміщення. Архів разом з міською бібліотекою переїхав у нове приміщення у грудні 1897 року. Тут міський архів перебував з 1897 до 1971 року. У 1945 році приміщення архіву було пошкоджене внаслідок бомбових ударів по місту, та документи при цьому не постраждали.
У 1971 році на вулиці Святого Северина 222—228 було відкрите нове архівне приміщення з сучасним обладнанням та читальним залом для відвідувачів.
У 2006 році в Кельні почалося будівництво нової підземної траси трамваю «Північ-Південь». Тунель мав пройти попід вулицею Святого Северина. Уже в 2007—2008 році на цій ділянці були інциденти, пов'язані з проривом труб водогону. У лютому 2009 року було зареєстроване опускання будівлі архіву за одну добу на 7 мм.
3 березня 2009 року шестиповерхове приміщення архіву разом з майже всіма фондами та читальним залом провалилося під землю. За кілька хвилин до катастрофи будівельники помітили в тунелі велику кількість води й терміново попередили про небезпеку працівників архіву та відвідувачів, тож всі вони порятувалися. Загинуло 2 чоловіки, що знаходилися в сусідньому з архівом будинку, який також провалився під землю. Загальні збитки було оцінено на 700 млн євро.
До 21 липня 2009 року вдалося добути 90 % архівних матеріалів, багато з яких були в жалюгідному стані. До серпня 2009 року вдалося підняти з провалу 95 % документів.
У районній ратуші Дойца (Кельн) в червні 2009 року було організовано тимчасовий читальний зал. У 2011 році в колишньому мебльовому складі в районі Кельн-Порц було облаштовано центр оцифрування і реставрації. За оцінками фахівців 200 реставраторів мають працювати протягом 30 років, що відреставрувати документи, які ще можна порятувати.
У 2009 році було ухвалено рішення про будівництво нового архівного приміщення в Кельнському районі Нойштадт-Південь.

## Фонди
Особливістю фондів Кельнського архіву є наявність дуже великого масиву документів до 1814 року.
У архіві зберігалося:
- 65 000 грамот (найстаріші — з 922 року),
- 26 км полиць з документами,
- 104 000 карт та 50 000 плакатів,
- 818 приватних архівів і колекцій.

### Основні колекції
- Середньовічні раки, в яких зберігалися не лише мощі святих, але й важливі грамоти та книги з документами (Schreinsbücher).
- Протокольний архів Ганзейського Союзу з міста Брюгге (1594)
- Бібліотека міської ради (з 1602 року в архіві) — переважно юридична література.
- Колекція Франца Вальрафа. Меценат і вчений Фердінанд Франц Вальраф за життя зібрав величезну колекцію творів мистецтва, книг, рукописів та історичних документів. Колекція стала основою Музею Вальрафа-Ріхарца, міської та університетської бібліотеки. До архіву потрабила велика колекція рукописів, найстаріший з яких датується X століттям.
- Генеалогічна колекція Антона Фане.
- Монастирські архіви (19 000 старовинних грамот).
- Приватні архіви видатних людей: Фердінанд Франц Вальраф, Ернст Фрідріх Цвірнер, Ганс Маєр, Рене Кеніг, Жак Оффенбах, Освальд Матіас Унгер, Генріх Белль та ін.

## Директори архіву
|       | Директори архіву       | Дати життя  | Час на посаді |
| ----- | ---------------------- | ----------- | ------------- |
|       | Йоганн Якоб Петер Фукс | 1782–1857   | 1815–1857     |
| links | Леонард Еннен          | 1820–1880   | 1857–1880     |
| links | Константін Гельбаум    | 1849–1904   | 1880–1890     |
|       | Йозеф Гансен           | 1862–1943   | 1891–1927     |
|       | Еріх Куфаль            | 1895–1965   | 1932–1945     |
|       | Германн Ковнацкі       | 1899–1991   | 1945–1946     |
|       | Еріх Куфаль            | (див. вище) | 1946–1960     |
|       | Арнольд Ґютшес         | 1904–1975   | 1960–1969     |
|       | Гуго Штекемпер         | 1929–2010   | 1969–1994     |
|       | Евергард Кляйнерц      | 1939–       | 1994–2004     |
|       | Беттіна Шмідт-Чая      | 1960–       | з 2005        |

## Архів у літературі
Нобелівський лауреат з літератури Ельфріда Єлінек використала тему руйнування Кельнського архіву для своєї п'єси «Das Werk/Im Bus/Ein Sturz», поставленої в 2011 році в кельнському театрі Schauspiel Köln.